# 双叶家的姐弟
《双叶家的姐弟》（日語：双葉さん家の姉弟）是日本女性漫画家佃煮海苔男的作品，於雜誌《Young Animal》2017年第7號開始連載。目前作者忙于Vtuber企划，作品处于短休载状态。

## 登场人物
下列配音員是游戏配音員。
双叶宁子
声：赤崎千夏（手游）
学生会会长，二年生，学历好的三好学生，其实是弟控，粘着乙宏撒娇的双胞胎姐姐。
双叶乙宏
二年生，长大后染了金髮，时常和姐姐拿来做对比，成绩超差。
二宫妹子
二年生，17岁，喜欢自己的双胞胎哥哥阿仁。
二宫阿仁
二年生，17岁，漂亮的男孩子（女裝）。
小林大吉
学生会副会长，一年生，喜欢学生会会长宁子。
小林爱音
大吉的义姐。有一次跟义弟研究跟「性」相关的事。
尾根泽翔太
小学生，喜欢大姐姐（巨乳）的小鬼。
尾根泽千代
大学生，比翔太大七岁的姐姐，病娇，温柔到被翔太评为「圣母般的存在」。
白瀨爱丽丝
小学生，想要姐姐或哥哥的萝莉。
有川姬
二年生，17岁，另一所学校的学生。因父母欠下一屁股债，另外因学生会金钱的诱惑，条件是女装去上学（ 因为学生会只收好看的女孩子，然后有川还有女装的潜力）。所以沦为了学生会的狗。
作者另一部漫畫《搞姬日常》的主角。
有川辉夜
一年生，16岁，有川的弟弟（妹妹）。拥有很多奴役，包含喜欢自己的女朋友：1号(男装少女，是隐藏巨乳)。喜欢有川哥哥（姐姐）。也是可爱的男孩子。
作者另一部漫畫《搞姬日常》的主要角色之一。

## 出版書籍
| 冊數 | 白泉社         | 白泉社                 | 東立出版社     | 東立出版社             |
| 冊數 | 發售日期       | ISBN                   | 發售日期       | ISBN                   |
| ---- | -------------- | ---------------------- | -------------- | ---------------------- |
| 1    | 2017年8月29日  | ISBN 978-4-592-16056-4 | 2018年7月5日   | ISBN 978-957-26-1062-6 |
| 2    | 2018年1月29日  | ISBN 978-4-592-16057-1 | 2019年10月17日 | ISBN 978-957-26-1063-3 |
| 3    | 2018年6月29日  | ISBN 978-4-592-16058-8 | 2020年4月13日  | ISBN 978-957-26-2344-2 |
| 4    | 2018年11月29日 | ISBN 978-4-592-16059-5 |                |                        |

## 相关作品
- 搞姬日常